# Leslie Thorne
Leslie Thorne (* 3. Juni 1916 Greenock; † 23. Juli 1993 in Troon) war ein britischer Automobilrennfahrer.

## Karriere
Leslie Thorne war im Hauptberuf Buchhalter, der in seiner Freizeit Autorennen – dabei in erster Linie Bergrennen – in seiner Heimat Schottland bestritt. Thorne füllte seine Wochenenden schon in den 1930er-Jahren mit dieser Beschäftigung aus. Nach dem Zweiten Weltkrieg nahm er das Rennfahren wieder auf.
Er fuhr Formel-3-Rennen mit einem Cooper-Norton und zeigte 1953 so starke Leistungen, dass ihm David Murray, der schottische Rennfahrer und Eigentümer der Ecurie Ecosse, einen Formel-2-Rennwagen anbot.
Thorne bestritt mit dem Connaught Type A den Großen Preis von Großbritannien 1954 in Silverstone. Im Ziel hatte Thorne zwölf Runden Rückstand auf den Sieger José Froilán González auf einem Ferrari 625F1 und wurde nicht gewertet. Thorne fuhr auch einige Rennen in der Formel Libre mit der besten Platzierung beim Chichester Cup in Goodwood.

## Statistik

### Statistik in der Automobil-Weltmeisterschaft

#### Gesamtübersicht
| Saison | Team          | Chassis          | Motor              | Rennen | Siege | Zweiter | Dritter | Poles | schn. Rennrunden | Punkte | WM-Pos. |
| ------ | ------------- | ---------------- | ------------------ | ------ | ----- | ------- | ------- | ----- | ---------------- | ------ | ------- |
| 1954   | Ecurie Ecosse | Connaught Type A | Lea-Francis 2.0 L4 | 1      | −     | −       | −       | −     | −                | −      | NC      |
| Gesamt | Gesamt        | Gesamt           | Gesamt             | 1      | −     | −       | −       | −     | −                | −      |         |

#### Einzelergebnisse
| Saison | 1 | 2 | 3 | 4  | 5 | 6 | 7 | 8 | 9 |
| ------ | - | - | - | -- | - | - | - | - | - |
| 1954   |   |   |   |    |   |   |   |   |   |
|        |   |   |   | 14 |   |   |   |   |   |

| Legende  | Legende            | Legende                                                          |
| Farbe    | Abkürzung          | Bedeutung                                                        |
| -------- | ------------------ | ---------------------------------------------------------------- |
| Gold     | –                  | Sieg                                                             |
| Silber   | –                  | 2. Platz                                                         |
| Bronze   | –                  | 3. Platz                                                         |
| Grün     | –                  | Platzierung in den Punkten                                       |
| Blau     | –                  | Klassifiziert außerhalb der Punkteränge                          |
| Violett  | DNF                | Rennen nicht beendet (did not finish)                            |
| Violett  | NC                 | nicht klassifiziert (not classified)                             |
| Rot      | DNQ                | nicht qualifiziert (did not qualify)                             |
| Rot      | DNPQ               | in Vorqualifikation gescheitert (did not pre-qualify)            |
| Schwarz  | DSQ                | disqualifiziert (disqualified)                                   |
| Weiß     | DNS                | nicht am Start (did not start)                                   |
| Weiß     | WD                 | zurückgezogen (withdrawn)                                        |
| Hellblau | PO                 | nur am Training teilgenommen (practiced only)                    |
| Hellblau | TD                 | Freitags-Testfahrer (test driver)                                |
| ohne     | DNP                | nicht am Training teilgenommen (did not practice)                |
| ohne     | INJ                | verletzt oder krank (injured)                                    |
| ohne     | EX                 | ausgeschlossen (excluded)                                        |
| ohne     | DNA                | nicht erschienen (did not arrive)                                |
| ohne     | C                  | Rennen abgesagt (cancelled)                                      |
| ohne     | keine WM-Teilnahme |                                                                  |
| sonstige | P/fett             | Pole-Position                                                    |
| sonstige | 1/2/3/4/5/6/7/8    | Punktplatzierung im Sprint-/Qualifikationsrennen                 |
| sonstige | SR/kursiv          | Schnellste Rennrunde                                             |
| sonstige | *                  | nicht im Ziel, aufgrund der zurückgelegten Distanz aber gewertet |
| sonstige | ()                 | Streichresultate                                                 |
| sonstige | unterstrichen      | Führender in der Gesamtwertung                                   |